# 261936 Liulin
261936 Liulin è un asteroide della fascia principale. Scoperto nel 2006, presenta un'orbita caratterizzata da un semiasse maggiore pari a 2,5515959 UA e da un'eccentricità di 0,0912272, inclinata di 2,67845° rispetto all'eclittica.